# Martin Fronc
Martin Fronc (ur. 28 listopada 1947 w Koszycach) – słowacki nauczyciel akademicki i polityk, minister oświaty w latach 2002–2006.

## Życiorys
W 1971 ukończył studia z dziedziny matematyki na Wydziale Nauk Przyrodniczych Uniwersytetu Komeńskiego w Bratysławie, po czym pracował w katedrze metod matematycznych Wyższej Szkole Transportu i Łączności w Żylinie. W 1979 uzyskał doktorat, zaś w 1984 profesurę. W latach 1990–1992 był wiceprzewodniczącym Rady Szkolnictwa Wyższego. W okresie komunizmu niezaangażowany politycznie po 1990 przystąpił do Ruchu Chrześcijańsko-Demokratycznego, z ramienia którego w 1998 uzyskał mandat posła do Rady Narodowej, odnowił go w 2002.
W okresie 1998–2002 sprawował funkcję wiceministra oświaty z ramienia KDH. W kolejnym rządzie Mikuláša Dzurindy objął urząd ministra oświaty, który pełnił do momentu opuszczenia przez KDH koalicji rządowej w lutym 2006. W wyborach w 2006, 2010 i 2012 ponownie uzyskiwał mandat posła do Rady Narodowej.
Jest autorem publikacji naukowych z dziedziny teorii transportu oraz matematyki.